# Luke McShane

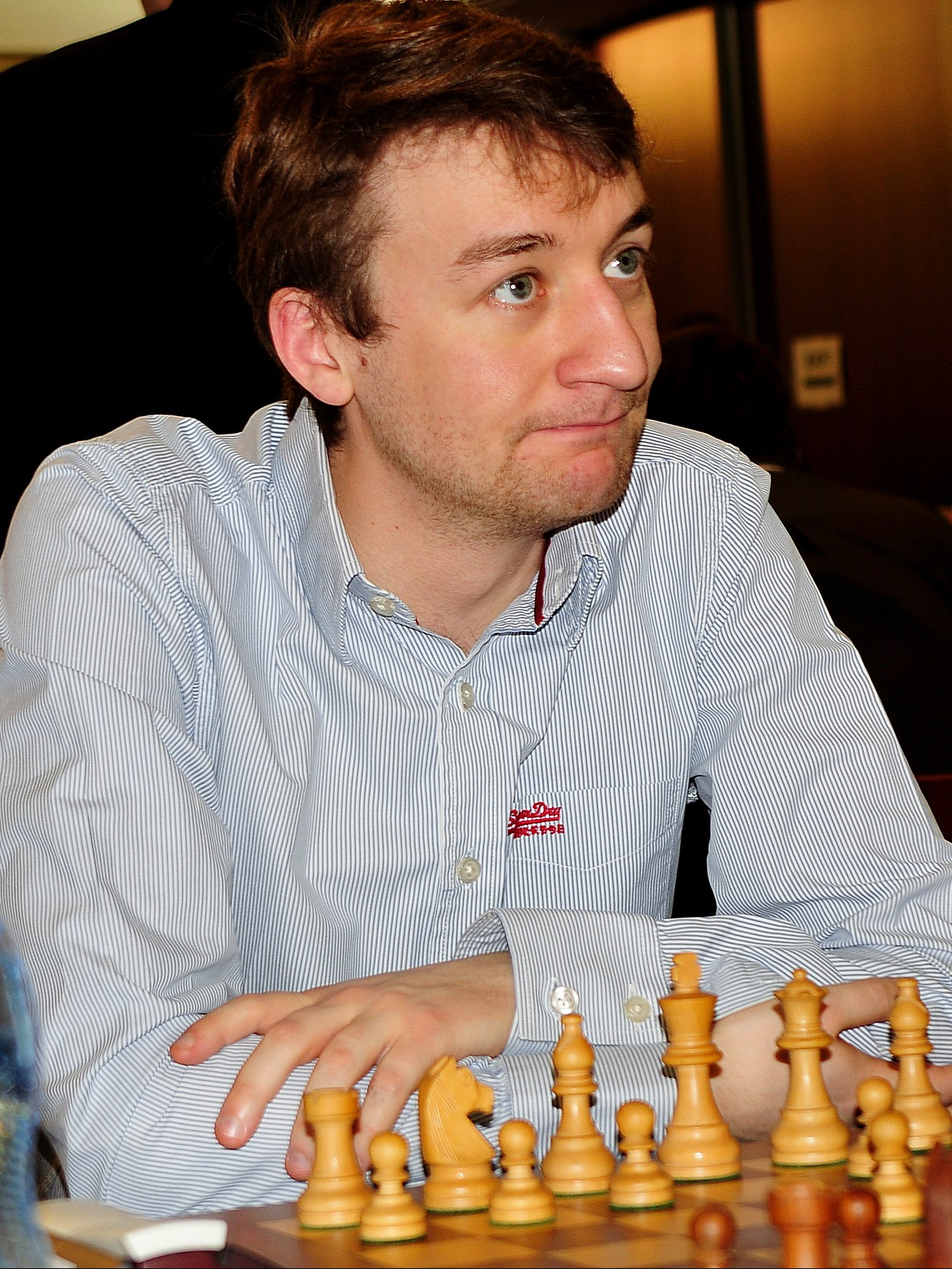
Luke McShane (2013)

Luke McShane (7 januari 1984) is een Britse schaker. Hij is sinds 2000 een grootmeester (GM). McShane studeerde aan de Universiteit van Oxford.

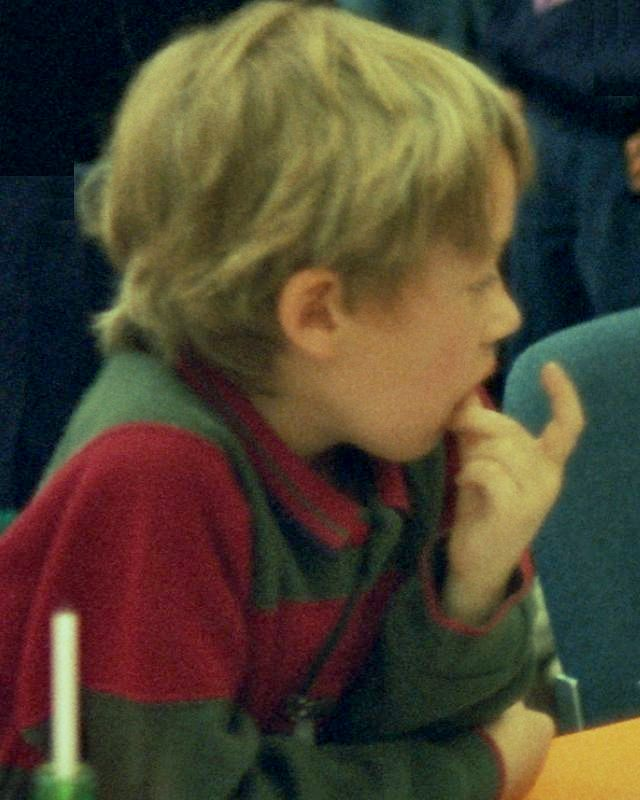
Luke McShane, Duisburg 1992

Op 16-jarige leeftijd werd hij de jongste Brit ooit die de grootmeestertitel verwierf. De drie benodigde GM-normen behaalde hij op toernooien in Duitsland, IJsland en Denemarken, de Politiken Cup in Kopenhagen. Hij behield het record totdat het in januari 2007 werd gebroken door David Howell. 
In 2002 was hij lid van het Engelse team bij de 35e Schaakolympiade in Bled, en behaalde 6½ pt. uit 11. Ook in 2002 werd hij tweede op het Wereldkampioenschap schaken voor junioren in Goa. In 2003 werd hij op het Sigeman & Co toernooi in Malmö derde met 5½ pt. uit 9, waarbij hij remise speelde tegen de toernooiwinnaar Vasyl Ivantsjoek. In 2003 werd hij vijfde op het Hrokurinn toernooi in Reykjavík, voor Michael Adams; hij bereikte remises tegen Viktor Kortsjnoj en Alexei Shirov. 
In 2003 nam McShane deel aan het EK in Silivri (Turkije). Van de 207 deelnemers eindigde hij als 27e met 8 pt. uit 13, 1½ pt. achter de winnaar Zoerab Azmaiparasjvili. Niet veel later werd hij gedeeld eerste met Alexej Drejev en Krishnan Sasikiran op de North Sea Cup, in Esbjerg (Denemarken) met 6½ pt. uit 9. Hij werd gedeeld tweede op de Politiken Cup in Kopenhagen met 8½ pt. uit 11 en hij won de Malmö Masters overtuigend met 7½ pt. uit 9. 
In augustus 2005 speelde McShane in het Ciutat d'Igualada en won het toernooi met 4 punten. Zijn tegenstanders waren Andrej Volokitin, Oleksandr Beljavsky en Viktor Kortsjnoj. Er werd een dubbele ronde gespeeld. 
In 2009/10 werd McShane gedeeld 1e–5e met Eduardas Rozentalis uit Litouwen, Radosław Wojtaszek uit Polen en de Russen Pavel Ponkratov en Igor Lysyj, allen GMs, op de 39e Rilton Cup in Stockholm. In januari 2011 werd hij gedeeld eerste met David Navara in de B-groep van het Tata Steel-schaaktoernooi. McShane won via de tiebreak en kwalificeerde zich, samen met Navara, voor de A-groep in 2012. Hij speelde daarin niet vanwege zakelijke verplichtingen. 
In 2017 nam hij in Katowice deel aan het Europees kampioenschap blitzschaak, met meer dan 1000 deelnemers. Hij werd tweede met 17½ pt. uit 22, een half punt achter Sergei Zhigalko. In 2019 nam McShane als lid van het Engelse team deel aan het WK landenteams, gehouden in Astana. Engeland bereikte de tweede plaats en McShane ontving een gouden medaille voor zijn individuele prestatie aan het tweede bord.